# Филдовский музей естественной истории
Музей естественной истории им. Филда (англ. The Field Museum of Natural History) —  находится в г. Чикаго, Иллинойс, США, на ул. Лэйк-Шор-Драйв у озера Мичиган. Учреждён в 1893 году. Входит в состав комплекса, известного как Музейный кампус Чикаго.
Среди известных экспонатов музея:
- «Сью» — наиболее полный на сегодняшний день скелет тираннозавра.
- Обширная коллекция по антропологии и этнографии, включая артефакты из Древнего Египта, с северо-западного тихоокеанского побережья и из Тибета.
- Крупная и разнообразная таксидермическая коллекция, где представлены различные крупные животные, в том числе два африканских слона и африканские львы-людоеды из окрестностей реки Цаво.
- Большая коллекция динозавров в зале «Эволюционирующая планета».
- Крупная коллекция, посвящённая индейцам США, под названием «Древняя Америка».

## Галерея изображений
- Вид на музей с воздуха
- Северный фасад музея
- Зал Стэнли Филда
- «Сью» — скелет тираннозавра
- Лаборатория Макдоналда для работы с ископаемыми остатками
- Улица Папеэте, тихоокеанская экспозиция
- Скелет паразауролофа
- Скелет стегозавра
- Скелеты буитрераптора и дейнониха
- Скелет гигантского бобра
- Львы-людоеды из Цаво